# Carena de Mateus
La Carena de Mateus és una serra situada al municipi de Sagàs a la comarca del Berguedà, amb una elevació màxima de 784 metres.